# Bui

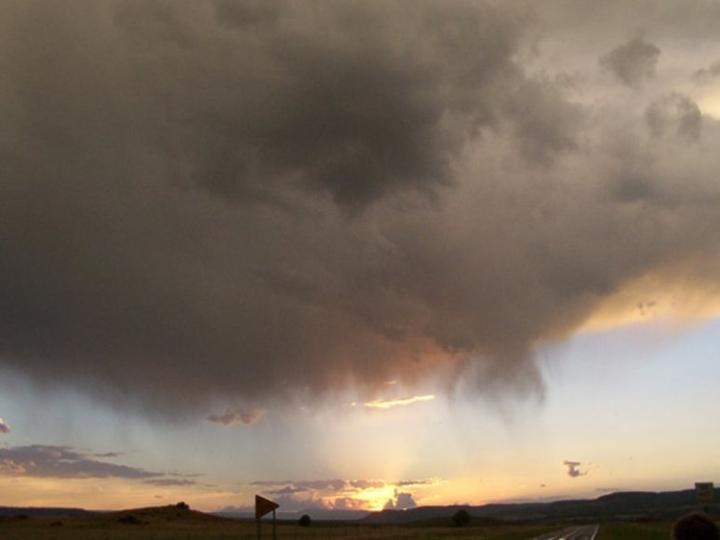
Bui

Een bui is een wolk die in korte tijd veel neerslag produceert; in het algemeen korter dan een uur. Buien treden vaak op bij koufronten en onderscheiden zich van de langdurige neerslag die voorkomt bij de passage van een warmtefront of een occlusiefront.
Een bui ontwikkelt zich in een onstabiele luchtlaag tot een stabiele laag wordt bereikt. Hierna kan deze uitwaaieren in de vorm van een aambeeld. Soms is de gehele troposfeer onstabiel, zodat de top doorgroeit tot de tropopauze als eerste stabiele laag. Als er grote stijgsnelheden zijn, kan er een doorschietende top zijn die in de tropopauze en soms zelfs de stratosfeer doordringt.

## Zichtbare kenmerken
Het voornaamste zichtbare verschil tussen buien en frontale neerslag is niet alleen dat het af en toe droog is, maar ook dat de zon zich tussen de buien door kan laten zien. Buien onderscheiden zich ook van aanhoudende regen of sneeuw door grotere wisselingen in neerslagintensiteit. In het algemeen zal het uit een buienwolk minder gelijkmatig en vaak harder regenen of sneeuwen dan uit een gesloten wolkendek. Wanneer een gebied met slecht weer overtrekt komt het vaak voor dat het eerst een tijd onafgebroken regent of sneeuwt en er daarna buien vallen. Een weerbericht waarin staat: "eerst regen, later buien", is dus goed mogelijk en heeft vaak te maken met het gegeven dat na het passeren van het warmtefront en koudefront we in een onstabiele buiige omgeving terechtkomen.

## Meteorologische kenmerken
Buien verschillen met frontale neerslag door de vorm van de wolken. Buien ontstaan uit cumuluswolken en horen tot de cumulonimbuswolken. Een cumulonimbus is verticaal georiënteerd, met een relatief lage wolkenbasis en een hoge tot zeer hoge top, die bekendstaat als de ijskap. In de zomer of in de tropen ligt de wolkenbasis hoger, in verband met de hogere temperatuur van de bovenlucht. De bovenkant van de bui ligt echter ook hoger dan in de winter en de totale hoogte zal zelfs nog hoger zijn, doordat de ijskap meer ruimte heeft om naar boven te groeien dan in de winter. Samen met het feit dat warme lucht meer vocht kan bevatten dan koude lucht, is het resultaat dat in de zomer en in de tropen de buien in het algemeen veel intensiever zullen zijn dan in de winter.

## Ontstaan
Onstabiliteit in de atmosfeer kan verschillende oorzaken hebben. Bij de meest voorkomende ontstaat convectieve bewolking door verwarming onderin. Boven land is hier een sterke dagelijkse gang in te ontdekken door de invloed van de zon. Boven zee is dit minder sterk. Daarnaast kan verwarming onderin ook optreden door de aanvoer van warme lucht van elders. Afkoeling bovenin is een andere oorzaak en kan ontstaan door de aanvoer van koude lucht bovenin, of door uitstraling van de bovenlagen, wat vooral 's nachts op zal treden. Ook door optilling kan onstabiliteit optreden. Dit kan orografisch zijn tegen bijvoorbeeld een berg, maar ook frontaal. Ook door convergentie in een lagedrukgebied is hier sprake van.
De stijgstroom die optreedt door onstabiliteit koelt in de troposfeer tijdens het stijgen af met toenemende hoogte. Bij het bereiken van het dauwpunt treedt condensatie op. Dit punt is de wolkenbasis. Als de verticale ontwikkeling groot genoeg is, kan de stapelwolk dusdanig groeien dat de condensatiekernen door hun gewicht naar beneden vallen.

## Hagelbui
Hagel kan alleen in buien ontstaan, in verband met de cirkelachtige luchtbewegingen die kenmerkend zijn voor zeer onstabiele buien. Dit verklaart waarom in de zomer er ook hagel kan vallen: de hoogte van een bui kan vooral in de zomer zeer hoog worden. Door deze hoogte en door de extreme verschillen in temperatuur tussen de basis van de wolk en de ijskap, zal de kans op grotere hagelstenen alleen maar groter worden, doordat het meer kansen heeft om meerdere keren te ontdooien en te bevriezen. In de winter is de kans op hagel juist kleiner dan in andere jaargetijden, doordat een bui zich in zijn geheel vaak boven de vorstgrens zal bevinden. Hierdoor krijgt hagel geen kans om te ontstaan, laat staan te groeien. Kenmerkender voor winterse buien is korrelsneeuw.

## Onweersbui
Bij onweersbuien moet men altijd bedacht zijn op plotselinge en heftige verschijnselen zoals windstoten, zware regen of hagel.

## Najaarsbui
In de herfst zijn buien langs de Nederlandse kust in de regel talrijker en zwaarder dan in het binnenland. Oorzaak is het nog relatief warme water van de Noordzee, doordat de zee de warmte van de zomer nog geruime tijd vasthoudt en maar langzaam afkoelt. De hoge temperatuur van het zeewater is in koude vochtige lucht een belangrijke voedingsbron voor buien.
Vooral wanneer koude uit de poolstreken afkomstige lucht naar onze omgeving wordt gevoerd vormen zich boven de Noordzee talrijke buien, die vooral in de kustprovincies actief zijn. Boven het koudere land neemt de activiteit van die buien in de regel sterk af, zodat het langs de kust in het najaar een stuk natter is dan in het binnenland.
Zo valt er in de kop van Noord-Holland en op de Wadden in de herfst normaal (gemiddeld over 1971-2000) 260 tot 300 millimeter neerslag tegen circa 200 millimeter in de Achterhoek en Limburg. Dit in tegenstelling tot het voorjaar wanneer het binnenland in drie maanden zo'n 30 tot 50 millimeter meer regen ontvangt dan de kust.
Ook de kans op onweer is in de drie herfstmaanden september, oktober en november aan de kust groter dan in het binnenland. Op de weerstations langs de Zuid- en Noord-Hollandse kust wordt in het najaar op gemiddeld 10 of 11 dagen onweer gehoord, terwijl het in die periode in de Achterhoek en in Zuid-Limburg normaal op 3 of 4 dagen onweert. Het weerlicht van buien boven de Noordzee en aan de kust is bij duisternis in de heldere poollucht vaak tot ver landinwaarts te zien.
De grotere activiteit van najaarsbuien aan de kust komt ook tot uiting in de kans op hagel. In Den Helder gaan de buien in de herfst op normaal 8 dagen vergezeld van hagel, terwijl in Brabant en Limburg in die periode gewoonlijk op slechts 1 of 2 dagen hagel wordt waargenomen. Op buiige dagen kan het aan de kust heel guur zijn, terwijl het weer in het binnenland tijdens zonnige momenten en uit de wind nog kan meevallen.
Vooral buien die langzaam trekken kunnen enorm veel regen opleveren. Op 24 augustus 2002 leidde zo'n situatie op veel plaatsen tot ernstige wateroverlast: in Weesp viel 101 mm. Op 19 september 2001 viel in Hoek van Holland 107 mm, maar Dirksland (Zuid-Holland) spande de laatste jaren de kroon met op 14 september 1998 een som van 134 mm.

## Winterse bui

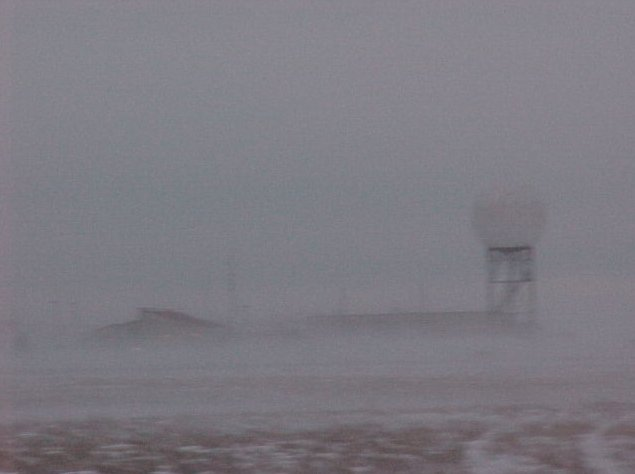
Hevige sneeuwbui

Buien, waarin behalve regen ook sneeuw of hagel voorkomt worden in het weerbericht winterse buien genoemd. In maart of april ook wel gesproken van maartse buien of aprilse grillen .
In België en Nederland heeft men meestal met winterse buien te maken wanneer koude lucht uit de poolstreken over het land stroomt. Het is dan vaak guur met veel wind en lage temperaturen. Door winterse buien kan het plotseling glad worden en kan het zicht sterk teruglopen, in zware buien tot minder dan 50 meter vergelijkbaar met zeer dichte mist. In België en Nederland duurt het seizoen, waarin de neerslag als sneeuw kan vallen en winterse buien mogelijk zijn in het algemeen van november tot en met april.

## Het woord bui
Het woord "bui" (squall in het Engels) werd vroeger door zeilers ook gebruikt voor een plotselinge windvlaag van windkracht 6 of meer. In de zeilwereld werden verschillende typen buien onderscheiden. Naast de normale bui kende men ook de "zwarte bui" met een erg donkere lucht. Een minder donkere en onschuldig uitziende buienwolk werd "witte bui" genoemd. De naam zou ontleend zijn aan de wit gekuifde zee die de wind kan veroorzaken. Daarnaast onderscheidde men de "stille bui" die alleen maar merkbaar werd aan de plotselinge windtoename, maar in de lucht nauwelijks of niet te zien is. Verder bestaan er nog aanduidingen, zoals vallende bui, vliegende bui, boogbui, cyclonische bui en noordwesterbui.

Figuurlijk "ziet men de bui hangen", als men dreigend gevaar, onenigheid, straf... voelt aankomen. 

Buiten de weerkunde wordt het woord bui ook gebruikt om iemands (wisselvallig) humeur aan te duiden.

## Symbolen
De volgende symbolen worden gebruikt op weerkaarten:
| Symbolen | Nr. | Beschrijving |
| -------- | --- | --- |
|          | 18  | Rolwolken met zware windstoten het afgelopen uur zichtbaar of een bui van deze orde die het weerstation gaat treffen |
|          | 25  | Regenbui in het afgelopen uur                                                                                        |
|          | 26  | Sneeuwbui, of regen- en sneeuwbui in het afgelopen uur                                                               |
|          | 27  | Hagelbui of korrelsneeuwbui in het afgelopen uur                                                                     |
|          | 80  | Lichte regenbui |
|          | 81  | Matige of zware regenbui                                                                                             |
|          | 82  | Wolkbreuk |
|          | 83  | Lichte sneeuw- en regenbui                                                                                           |
|          | 84  | Matige of zware sneeuw- en regenbui                                                                                  |
|          | 85  | Lichte sneeuwbui |
|          | 86  | Matige of zware sneeuwbui                                                                                            |
|          | 87  | Lichte korrelsneeuwbui, met of zonder regen en/of regen en sneeuw                                                    |
|          | 88  | Matige of zware korrelsneeuwbui, met of zonder regen en/of regen en sneeuw                                           |
|          | 89  | Lichte hagelbui, met of zonder regen en/of regen en sneeuw, en nog zonder donder                                     |
|          | 90  | Lichte hagelbui, met of zonder regen en/of regen en sneeuw, en nog zonder donder                                     |